# Chthonian
Los chthonians (θoʊniənz; del griego chthon, "tierra") o cthonianos son criaturas de ficción pertenecientes al ciclo de los Mitos de Cthulhu. 
Son creación del escritor británico de terror Brian Lumley y se citan por primera vez en su relato "Cement Surroundings" (1969), aunque la criatura no hace aquí una aparición directa. Tendrá un papel más prominente en la novela de 1974 The Burrowers Beneath. 

Le indiqué que, con lo poco que sabíamos de los moradores subterráneos, cuyo conocimiento aún era inferior cuando éste le escribió al norteño, el consejo que le brindó a Bentham había sido el correcto. De hecho, al analizarlo en retrospectiva, me sorprendía la cantidad de tiempo que les había llevado a los cthonianos (el nombre que Crow había decidido dar a los vástagos subterráneos) buscarlo y matarlo. [...] se refería a la desaparición de Paul Wendy-Smith -la cual, ahora sabíamos, debía ser culpa de los cthonianos-, inmediatamente posterior a la de su tío, y que ocurrió después de que éstos descubrieran a las crías quemadas con el cigarro. Ahora resultaba demasiado aparente que no hacía falta tener posesión directa de esas esferas cristalinas para atraer a los adultos de la especie. El haberlas tenido -incluso su contacto próximo- parecía razón suficiente como para provocar su terrible venganza [...] Los cthonianos aún podían llegar hasta nosotros, o así lo creía él, a través de los sueños.
Brian Lumley. Los que acechan en el abismo

## Descripción
Los chthonians son una especie de calamares-gusano gigantescos, con una cabeza llena de tentáculos y una piel muy dura. Sus cuerpos vermiformes y alargados están cubiertos de limo.  
Estas criaturas excavan y causan derrumbramientos. Cuando se reúnen grandes grupos de ellos pueden provocar terremotos. Su aparición va acompañada de un sonido parecido a un cántico. Pueden excavar a través de la roca como si se tratase de mantequilla, y no necesitan respirar. Sin embargo son extremadamente sensibles al agua. Aunque su capa de limo sirve para protegerles de las cantidades más pequeñas de agua, un inmersión completa en este medio supondría su destrucción.  Cuando excavan, estos monstruos son capaces de evitar las cantidades significativas de agua al saber distinguir el relativamente bajo perfil de eco propio del agua y de sus sedimentos.  
Los chthonians adultos son capaces de soportar temperaturas enormes de hasta 4.000 °C. Puede ser que la mayoría de estos seres viva en el núcleo de nuestro planeta, y que los únicos que se dediquen a explorar la helada corteza donde habita el hombre sean los proscritos, los vagabundos o los que hayan sido atrapados por una corriente ascendente de magma. Quizá migren a la superficie para reproducirse, ya que los más jóvenes de entre ellos no pueden soportar el calor extremo. No se sabe realmente cuáles son sus motivaciones.  
Los huevos que ponen los chthonians se parecen a geodas u otras formaciones esféricas de mineral. Suelen tener un diámetro de unos 30 centímetros y unas cáscaras que van de 5 a 7 centímetros y medio de espesor.  
Los chthonians se muestran muy protectores con sus crías.  Hasta llegar a adulto, un chthonian recorre diferentes etapas (instar), en las que va mudando la piel. Los adultos suelen vivir más de mil años.  
Estos poderosos seres excavadores pueden provocar grandes terremotos (el terremoto de San Francisco de 1906 ha sido imputado a esta especie). Además se encuentran por todo el planeta, incluso bajo el basalto de las dorsales oceánicas. En el África occidental se encuentra la misteriosa ciudad llamada G'harne, que suelen frecuentar. Puede que hace eones hubieran estado atrapados allí. También existiría cierta cantidad de chthonians bajo la principal isla de Japón (un lugar donde convergen tres placas tectónicas), por lo que se dice que es posible que Japón se hunda algún día debido a las acciones de estas criaturas.  
El individuo más grande y más importante de entre los chthonians es el gigantesco Shudde M'ell.  